# Aşk Kadın Ruhundan Anlamıyor
Aşk Kadın Ruhundan Anlamıyor — третий студийный альбом турецкой певицы Ханде Йенер. Выпущен 6 июля 2004 года компанией Erol Köse Production. Альбом с поп-ритмами стал первым студийным альбомом певицы после выхода в 2002 году Sen Yoluna… Ben Yoluma… Десять песен для альбома были написаны и сочинены Альпером Нарманом и Феттахом Джаном, что сделало их двумя основными авторами песен и композиторами альбома. Наряду с Нарманом и Джаном песни для альбома написали Алтан Четин, Мете Озгенджил и Сезен Аксу. Ханде Йенер выступила одним из продюсеров альбома, а запись проходила в Гамбурге и Стамбуле.
Aşk Kadın Ruhundan Anlamıyor, содержащий в общей сложности 16 песен, получил положительные отзывы музыкальных критиков. Стиль Ханде Йенер хвалили и сравнивали со стилем Ажды Пеккан и Сезен Аксу. Главный сингл альбома «Acele Etme» был написан Алтаном Четином и сопровождался музыкальным видео, которое было снято Лукой Томмассини и записано в Риме. Вслед за «Acele Etme» были выпущены отдельные видеоклипы на «Kırmızı», «Acı Veriyor», «Armağan», «Hoşgeldiniz» и «Bu Yüzden» соответственно.

## Предыстория и выпуск
Ханде Йенер дебютировала в 2000 году с выпуском Senden İbaret компанией Doğan Music Company, над которым она работала вместе с Алтаном Четином. В 2002 году вышел её второй студийный альбом Sen Yoluna… Ben Yoluma…, выпущенный Erol Köse Production. Алтан Четин подготовил многие песни для альбома, с ней также сотрудничали Альпер Нарман и Феттах Джан. Через несколько месяцев после выпуска Sen Yoluna… Ben Yoluma…, Йенер начала подготовку к своему новому студийному альбому и сделала первые записи в студии Стамбульского технического университета. Позднее она поехала в Германию и сделала часть записи на студии Booya Music. Её команда подготовила для альбома свои «самые ценные» песни.
После полутора лет работы третий студийный альбом Ханде Йенер, Aşk Kadın Ruhundan Anlamıyor, был выпущен 6 июля 2004 года компанией Erol Köse Production. Над альбомом, посвящённым проблеме «борьбы, которая приходит с любовью», Йенер работала с Алтаном Четином, Альпером Нарманом и Феттахом Джаном, а также с Мете Озгенджилом и Сезен Аксу, которые написали для него разные треки. Так, Нарман и Джан написали 10 из 14 новых песен для альбома. Сезен Аксу работала с ними над написанием песни «Armağan». Алтан Четин написал песни «Acele Etme» и «Kırmızı», а Мете Озгенджил подготовил «Bir İz Gerek» и «Hoşgeldiniz». Аранжировки песен сделали Алтан Четин, Айхан Сайынер, Волга Тамоз, Деврим Караоглу, Озан Чолакоглу, Эрдем Кинай и Мустафа Джеджели. В альбоме представлены ритмы поп-музыки, а фотографии были сделаны Нихатом Одабаши.
После выпуска Aşk Kadın Ruhundan Anlamıyor, включающего 16 песен, Ханде Йенер заявила, что стала более профессиональной и считает, что смогла привлечь внимание интеллектуальной аудитории. Будучи проданным в количестве 400 000 копий в 2004 году, Aşk Kadın Ruhundan Anlamıyor получил золотую сертификацию от MÜ-YAP. По итогам 2009 года альбом занял шестое место в списке лучших альбомов последнего десятилетия по версии NTV. После своего первого выпуска в 2004 году альбом поступал в продажу на музыкальных рынках ещё два раза — 3 мая 2012 года и 19 июня 2012 года.

## Критика
| Оценки критиков | Оценки критиков |
| Источник        | Оценка          |
| --------------- | --------------- |
| Джан Саин       | (положительная) |
| Майкл Куюджу    | (положительная) |
| Шафак Караман   | (положительная) |
| Толга Акылдыз   | (положительная) |

Третий студийный альбом Ханде Йенер, Aşk Kadın Ruhundan Anlamıyor, получил положительные отзывы музыкальных критиков, а стиль певицы, а также её сотрудничество с Алтаном Четином получили высокую оценку. Джан Саин из Sabah счёл альбом «успешным», назвал «Kırmızı» «хитом лета», а «Bir İz Gerek» — одной из своих любимых песен в альбоме. Радиоведущий Майкл Куюджу охарактеризовал его как «высококачественный поп-альбом, который может удовлетворить высокие музыкальные вкусы» и похвалил стиль Йенер, заявив, что каждая из её песен имеет свой «особый вкус». Он сравнил музыкальный стиль в некоторых треках со стилем Ажды Пеккан и Сезен Аксу, и отметил, что Йенер находится на пути к тому, чтобы стать «Аждой Пеккан будущего». Другой автор Sabah, Шафак Караман, назвал Йенер одной из лучших певиц, и привёл её исполнение в песне «Acı Veriyor» в качестве доказательства своего заявления. Он посчитал Четина и Йенер подходящими друг другу партнёрами и заявил, что во время прослушивания альбома ему иногда казалось, что он слушает Сезен Аксу. Толга Акылдыз из Hürriyet также написал положительный отзыв об альбоме, высоко оценил сотрудничество Алтана Четина и Ханде Йенер и назвал две песни, написанные Мете Озгенджилом, прекрасными произведениями. Музыкальный веб-сайт Gerçek Pop написал в своём обзоре за 2011 год, что Йенер не получила «большую часть того, что она заслуживает в своей карьере», и упомянул, что Aşk Kadın Ruhundan Anlamıyor заслуживает продажи миллиона копий.

## Музыкальные видео
Ханде Йенер выпустила шесть видеоклипов для Aşk Kadın Ruhundan Anlamıyor. Первый видеоклип был снят на песню «Acele Etme», написанную Алтаном Четином. Он был срежиссирован одним из танцоров Мадонны Лукой Томмассини и снят в Риме, Италия. Музыкальное видео было выпущено в июне 2004 года. «Acele Etme» в течение нескольких недель занимала первое место в ряде радио- и телевизионных списков Турции. Второй видеоклип был снят Омером Фаруком Сораком на песню «Kırmızı». Он был снят на кухне и выпущен в августе 2004 года. «Kırmızı» вошла в тройку лучших песен в музыкальных чартах Турции.
Третий видеоклип был снят на песню «Acı Veriyor», которую написали Альпер Нарман и Фетта Джан. Видео было снято Дениз Акель на кладбище. Арда Джан появился в видео как партнёр Йенер. Как и его предшественники, эта песня также вошла в тройку лучших в музыкальных чартах. Четвёртый видеоклип был подготовлен на песню «Armağan», написанную Сезен Аксу. Он был снят Лукой Томмассини и выпущен в январе 2005 года. На песни «Hoşgeldiniz» и «Bu Yüzden» были выпущены ещё два видеоклипа. Видеоклип на «Hoşgeldiniz» был снят автором песни и композитором Мете Озгенджилом.

## Список композиций
| №                   | Название                           | Автор(ы)                  | Композитор(ы)         | Длительность |
| ------------------- | ---------------------------------- | ------------------------- | --------------------- | ------------ |
| 1.                  | «Kırmızı»                          | Altan Çetin               | Çetin · Ayhan Sayıner | 3:32         |
| 2.                  | «Bedenim Senin Oldu»               | Alper Narman · Fettah Can | Volga Tamöz           | 4:59         |
| 3.                  | «Bir İz Gerek»                     | Mete Özgencil             | Devrim Karaoğlu       | 5:07         |
| 4.                  | «Acele Etme»                       | Çetin                     | Çetin · Sayıner       | 5:07         |
| 5.                  | «Bu Yüzden»                        | Narman · Can              | Tamöz                 | 3:25         |
| 6.                  | «24 Saat»                          | Narman · Can              | Ozan Çolakoğlu        | 4:21         |
| 7.                  | «Armağan»                          | Narman · Can · Sezen Aksu | Erdem Kınay           | 4:15         |
| 8.                  | «Hoşgeldiniz»                      | Özgencil                  | Karaoğlu              | 3:52         |
| 9.                  | «Yanındaki Var Ya»                 | Narman · Can              | Tamöz                 | 4:20         |
| 10.                 | «Acı Veriyor»                      | Çetin                     | Çetin                 | 5:24         |
| 11.                 | «Acısı Çıkıyor»                    | Narman · Can              | Tamöz                 | 3:40         |
| 12.                 | «Savaş Sonrası»                    | Narman · Can              | Tamöz                 | 5:25         |
| 13.                 | «Bence Mutluyduk»                  | Narman · Can              | Tamöz                 | 3:53         |
| 14.                 | «Aşk Kadın Ruhundan Anlamıyor»     | Narman · Can              | Mustafa Ceceli        | 4:28         |
| 15.                 | «Savaş Sonrası» (CD Extra Version) | Narman · Can              | Karaoğlu              | 4:47         |
| 16.                 | «24 Saat» (CD Extra Version)       | Narman · Can              | Tamöz                 | 4:10         |
| Общая длительность: | Общая длительность:                | Общая длительность:       | Общая длительность:   | 70:45        |

## История выпусков
| Страна        | Дата            | Формат                                     | Лейбл                 |
| ------------- | --------------- | ------------------------------------------ | --------------------- |
| Турция        | 6 июля 2004 г.  | компакт диск · кассета · цифровая загрузка | Erol Köse Production  |
| По всему миру | 6 июля 2004 г.  | Цифровая загрузка                          | Üçüncü Göz Production |
| Турция        | 3 мая 2012 г.   | CD (переиздание)                           | Erol Köse Production  |
| Турция        | 19 июня 2012 г. | CD (переиздание)                           | Erol Köse Production  |